# 馬丁·卡斯特羅喬瓦尼

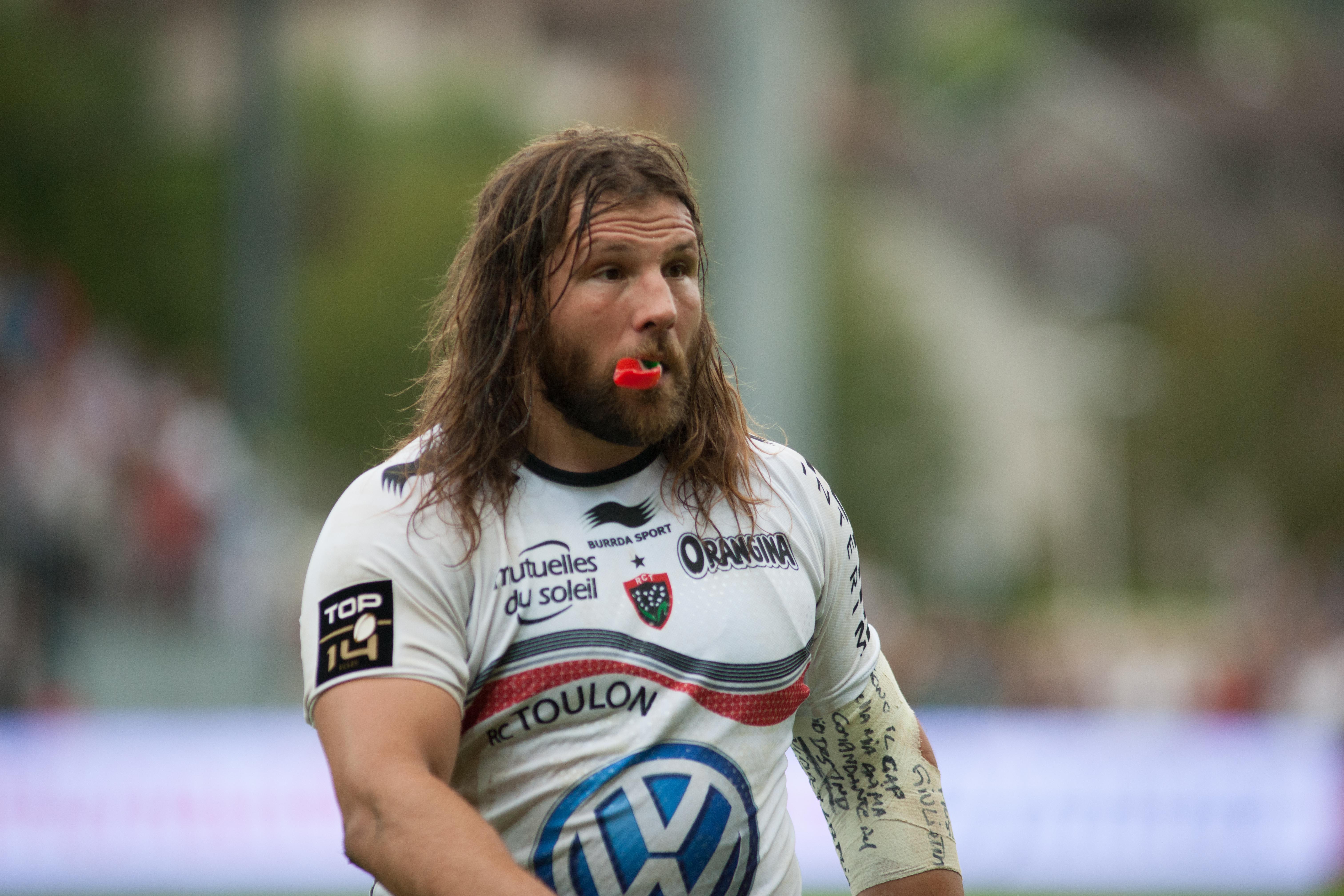
馬丁·卡斯特羅喬瓦尼

馬丁·卡斯特羅喬瓦尼（義大利語：Martin Castrogiovanni；1981年10月21日—）是一位意大利橄欖球運動員。他是意大利國家橄欖球隊的一員，代表意大利參加了2015年世界盃橄欖球賽。